# تبرید

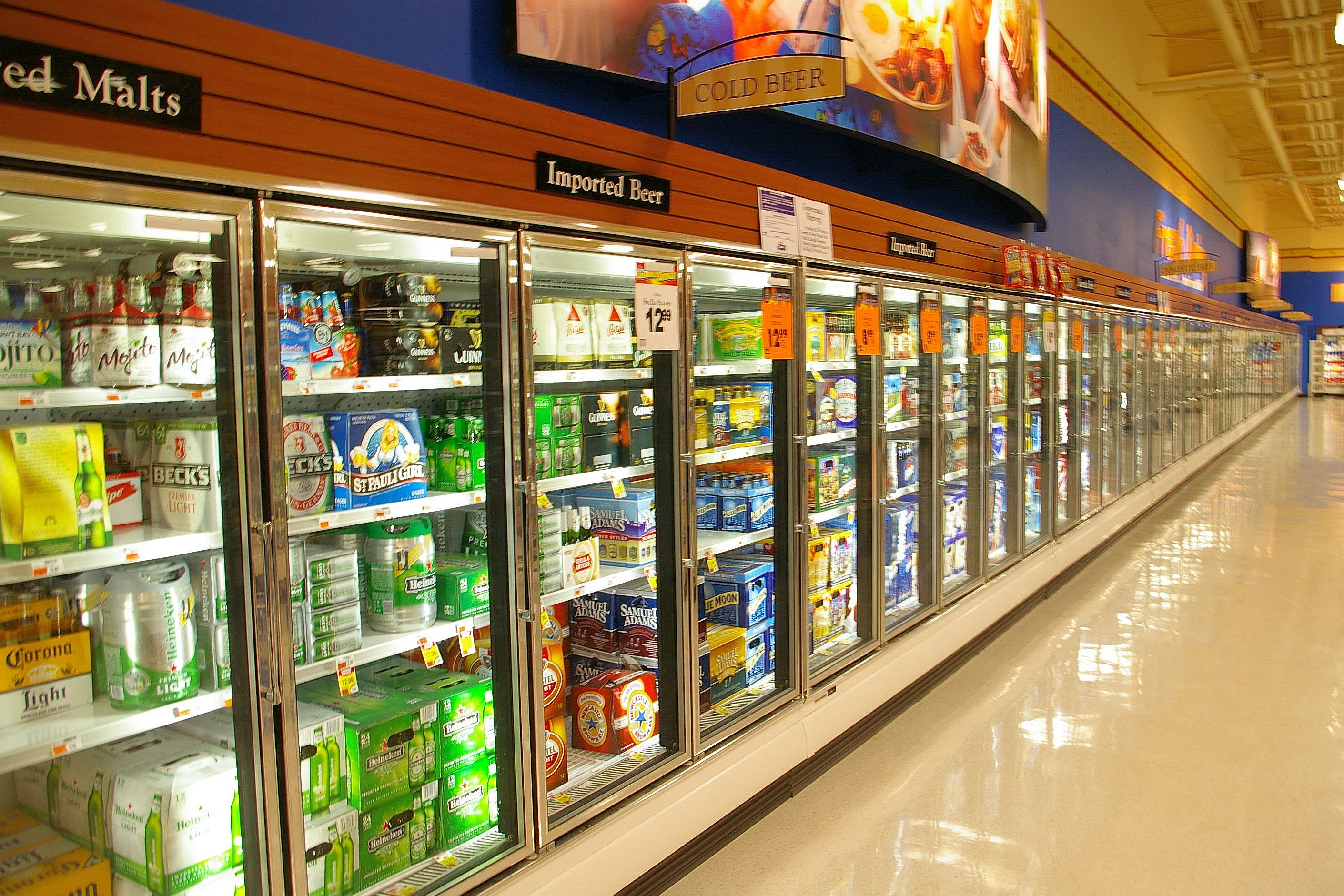
یخچال تجاری

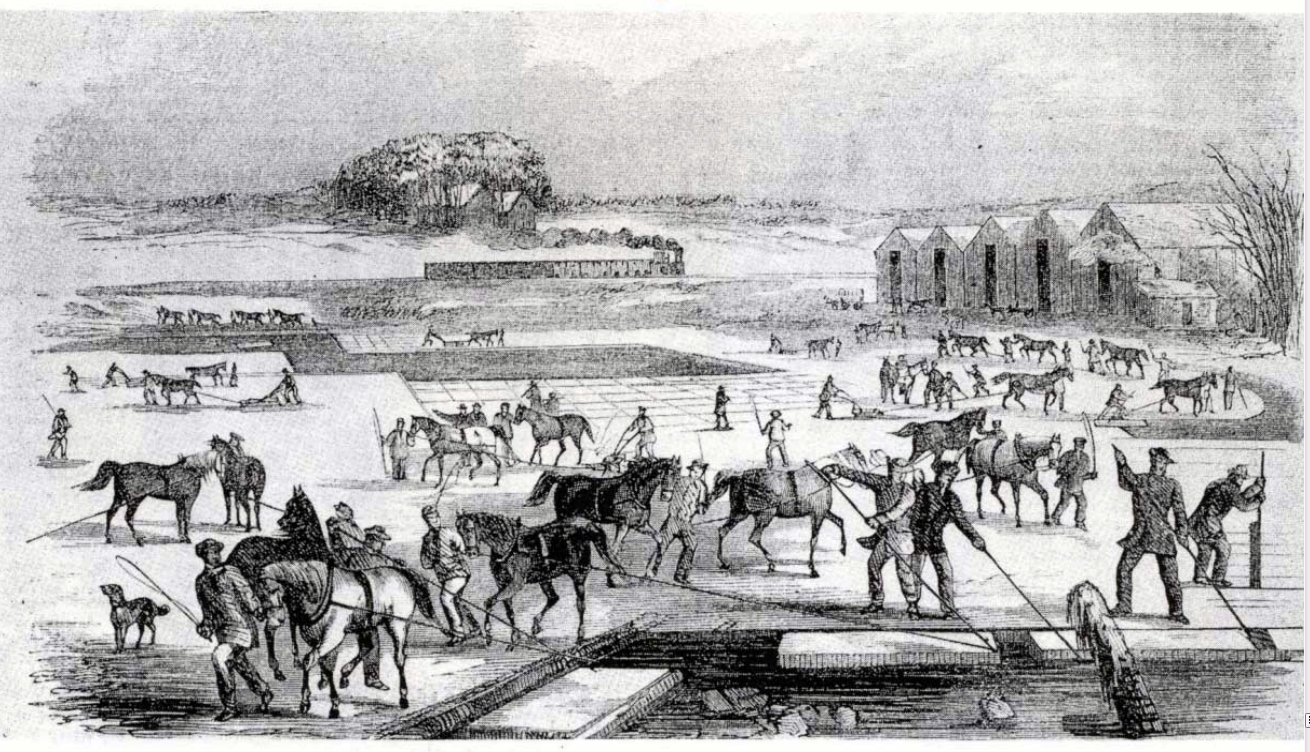
برداشت یخ در ماساچوست

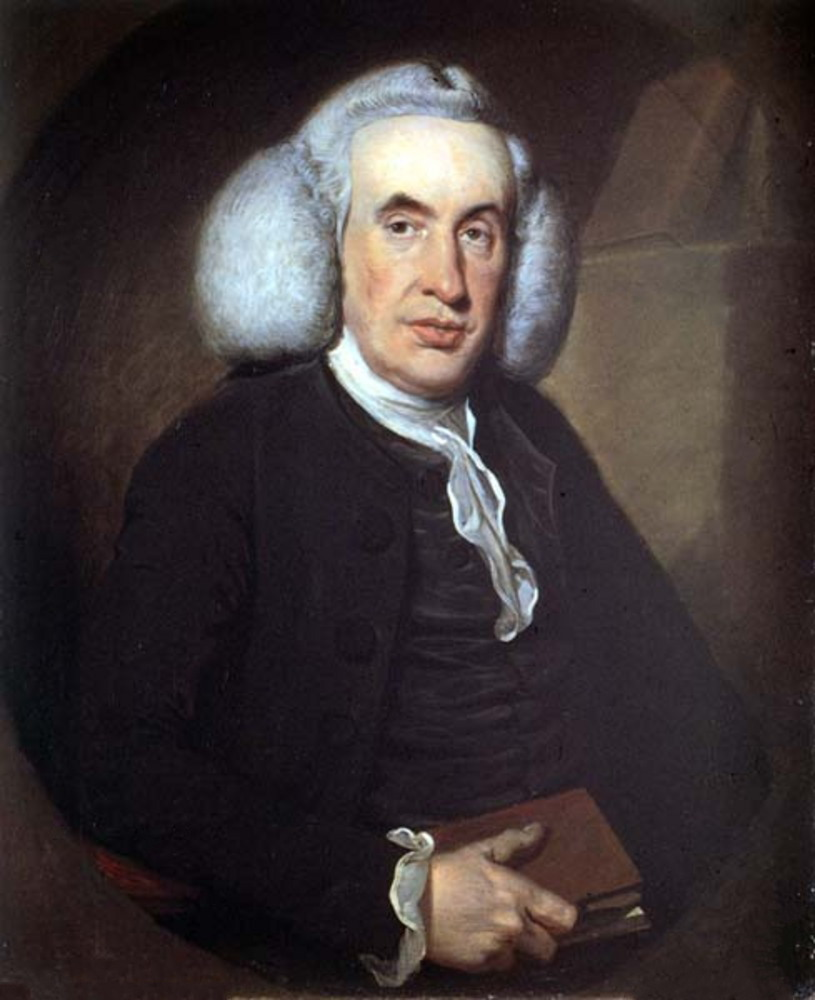
ویلیام کولین

سردسازی یا تبرید (به انگلیسی: Refrigeration) به فرایند انتقال گرما از مخزنی دما-پایین به مخزنی با دمای بالاتر گفته می‌شود.

## تاریخچه

### قدیمی‌ترین اشکال خنک‌کننده
برداشت فصلی از یخ و برف یک عمل قدیمی بوده‌است که به ۱۰۰۰ سال قبل از میلاد مسیح بر می‌گردد. نام ایران در بین کشورهای پیشرو در زمینه فناوری دنیای کهن می‌درخشد. اگرچه در آن زمان خبری از موشک یا الکتریسیته نبود؛ ولی مهندسان ایرانی در ۲۴۰۰ سال قبل برای حفظ یخ در تابستان روشی را یافته بودند که در بخش‌های کویری و گرم ایران به‌خوبی وظیفه خود را که ذخیره یخ و حفظ و نگهداری موادغذایی بود انجام می‌داد؛ بنابراین برای ایرانیان با استفاده از نخستین انواع سیستم تبرید آن دوران خوردن دسرهای سنتی خنک در فصل گرما نه تنها عجیب نبود بلکه تفریح رایجی بود و این چنین تاریخچه سرمایش سر از کشورمان درمی‌آورد.

### برداشت یخ
قبل از ۱۸۳۰، با توجه به عدم وجود جعبه یخ و انبار یخ چند آمریکایی از یخ برای سردسازی غذاها استفاده می‌کردند. وقتی جعبه و انبار گسترش یافت افراد از اره برای بریدن یخ استفاده کردند. قطعاً این روش سخت و خطرناک بود و قابل تجاری سازی نبود.

### پژوهش سردسازی
تاریخچهٔ سردسازی مصنوعی از وقتی که پروفسور اسکاتلندی، ویلیام کولین در سال ۱۷۵۵ یک وسیله سردسازی کوچک طراحی کرد شروع شد. کولین از یک پمپ برای ایجاد خلأ در ظرفی که از دی‌اتیل اتر پر شده بود استفاده کرد که با جذب هوای اطراف می‌جوشید. آزمایش‌ها با یک تکه یخ انجام می‌شد.

## روش‌های سردسازی

### روش غیر چرخه‌ای
در روش غیر چرخه‌ای، سردسازی با ذوب یخ یا تصعید یخ خشک انجام می‌شود.

### روش چرخه‌ای
در روش چرخه‌ای، گرما از محیط سرد گرفته می‌شود و به کمک یک کمپرسور به محیط گرم داده می‌شود.
انواع سردخانه‌های صنعتی
۱: سردخانه بالای صفر درجه
۲: سردخانه زیر صفر درجه
بیشتر مواد لبنیاتی در سردخانه‌های بالای صفر درجه قرار می‌گیرند مانند شیر،
مهم‌ترین نکته برای ساخت یک سردخانه مکان آن است.
دور از شهر باشد، در محل‌های ساختمانی نباشد، طراح سردخانه از تجهیزات بروز استفاده کند.
سردخانه‌ها به‌طور کلی خودشان هم به ۳ دسته تقسیم می‌شود: بزرگ، کوچک، متوسط.